# Зверобой козлиный
Зверобой козлиный (лат. Hypericum hircinum) — многолетние растение, кустарник, вид рода Зверобой (Hypericum) семейства Зверобойные (Hypericaceae). Реже встречается название «Зверобой козий», а также (особенно в переводах иностранной литературы) «Зверобой вонючий». Своё название растение получило из-за того, что зимой листья отмирают и издают сильных характерный запах (запах козы). В период цветения и плодоношения, однако, листья имеют приятный аромат лимонной травы.

## Ботаническое описание
Жизненная форма данного вида — кустарник (Nanophanerophyt). Высота от 20 см до 2 м. Годовой прирост 15-30 см в высоту. Ветви тонкие и обоюдоострые. Кора изначально гладкая и коричнево-красная, затем становится коричневой со светлыми полосами. Старая кора отслаивается. Почки супротивные, маленькие, бордовые. Листья супротивные, бесчерешковые, яйцевидные, цельнокрайние, с опушением, от 40-70 мм в длину, 12-30 мм в ширину и имеют характерный запах. Верхняя поверхность листьев тёмно-зеленая, нижняя сторона серо-зелёная. Цветки располагаются по 1-3 на концах побегов. Ярко-жёлтого цвета, правильные. Многочисленные тычинки расположены в 5 кластерах. Чашелистики ланцетовидные, до 6 мм длинной. Рыльце пестика разделено на 3 или 5 секций, также как и завязь. Плод капсула, кожистая, красного (коричневого) или зелёного цвета.
Корневая система мочковатая. Состоит из нескольких хорошо развитых основных корней с большим количеством мелких боковых корней.
Цветет с июня по август.

## Фитохимия

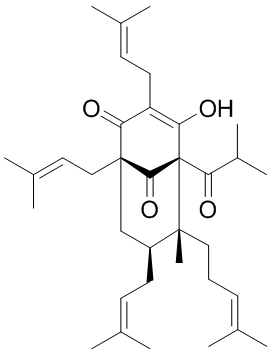
Гиперфорин

Несмотря на то, что данный вид издавна применяется в народной медицине на Ближнем Востоке, он плохо изучен современными учёными. Среди описанных соединений: монотерпены (α-пинен), бициклические сесквитерпены (цис-β-гуаен, δ-селинен, β-кариофиллен), органические кислоты (бетулиновая, шикимовая, хлорогеновая), флавоноиды (кверцетин и его производные), а также пренилированные ацил-флороглюцинолы (гиперфорин, адгиперфорин и другие).

### Эфирные масла
Отдельно следует выделить состав эфирного масла, полученного из данного вида.

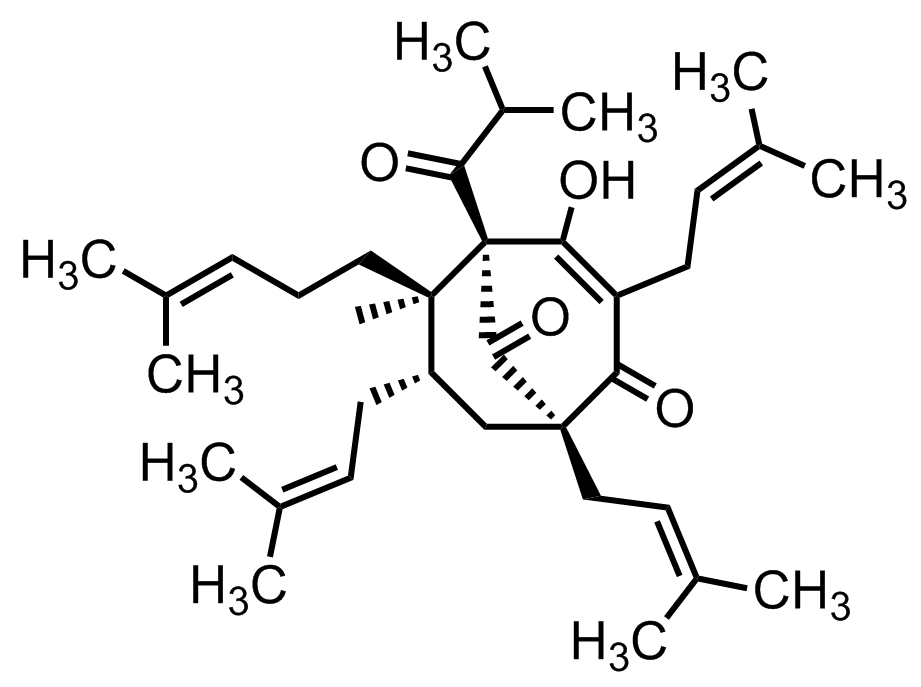
гиперфорин
кверцетин

## Фармакология и применение в медицине
Растение не является официнальным, однако издавна широко применяется в народной медицине народов стран Ближнего Востока и Средиземноморья. В настоящее время проводятся многочисленные исследования данного вида в университетах Европы, Турции, Индии.
- Подавляет активность ВИЧ-1 обратной транскриптазо-связанной ДНК полимеразы и Н-активной рибонуклеазы.[2]

- Защитный эффект против кардиотоксичности доксорубицина (на крысах).[3]

- Антимикробная активность.[4]

- Антиоксидантная и антипролиферативная активность.[5]

## Экология и распространение
Эндемик Средиземноморского региона и Аравии. Растение обнаруживается в Египте, Тунисе, на Корсике (юге Франции), Мальте, Кипре, Балеарских островах, юге Греции, в Турции. Растение произрастает преимущественно около водоемов, берегов рек и ручьев, в лесных поймах, на высотах от 0 до 1000 м.
В Израиле растение занесено в Красную книгу. Из всех многочисленных ботанических садов страны всего два экземпляра находятся в университетском ботаническом саду при Еврейском Университете на горе Скопус в Иерусалиме. В дикой природе встречается крайне редко.
В России культивируется в ботаническом саду Пятигорска. Культивируется также в Италии и Дании.

## Классификация
Вид Зверобой козлиный входит в род Зверобой (Hypericum) семейство Зверобойные (Hypericaceae). По классификации британского ботаника NKB Robson данный вид относится к секции «Androsaemum» (секция 5).
|  |                  |  |                     |                          |                          |  | ещё 45 порядков покрытосеменных (согласно Системе APG II) | ещё 45 порядков покрытосеменных (согласно Системе APG II) |                                           |  |  |  | ещё 9 родов         | ещё 9 родов           |  |  |
|  |                  |  |                     |                          |                          |  | ещё 45 порядков покрытосеменных (согласно Системе APG II) | ещё 45 порядков покрытосеменных (согласно Системе APG II) |                                           |  |  |  | ещё 9 родов         | ещё 9 родов           |  |  |
|  |                  |  |                     | отдел Цветковые растения |                          |  |                                                           |                                                           | семейство Зверобойные                     |  |  |  |                     | вид Зверобой козлиный |  |  |
|  |                  |  |                     | отдел Цветковые растения |                          |  |                                                           |                                                           | семейство Зверобойные                     |  |  |  |                     | вид Зверобой козлиный |  |  |
|  | царство Растения |  |                     |                          | порядок Мальпигиецветные |  |                                                           |                                                           | род Зверобой                              |  |  |  |                     |                       |  |  |
|  | царство Растения |  |                     |                          |                          |  |                                                           |                                                           |                                           |  |  |  |                     |                       |  |  |
|  |                  |  | ещё около 21 отдела | ещё около 21 отдела      |                          |  |                                                           | ещё 36 семейств (согласно Системе APG II)                 | ещё 36 семейств (согласно Системе APG II) |  |  |  | ещё около 490 видов |                       |  |  |
|  |                  |  |                     | ещё около 21 отдела      |                          |  |                                                           |                                                           | ещё 36 семейств (согласно Системе APG II) |  |  |  |                     |                       |  |  |

Вид насчитывает 4 подвида:
1. H. h. subsp. albimontanum
2. H. h. subsp. cambessedesii
3. H. h. subsp. hircinum
4. H. h. subsp. majus

## Изображения

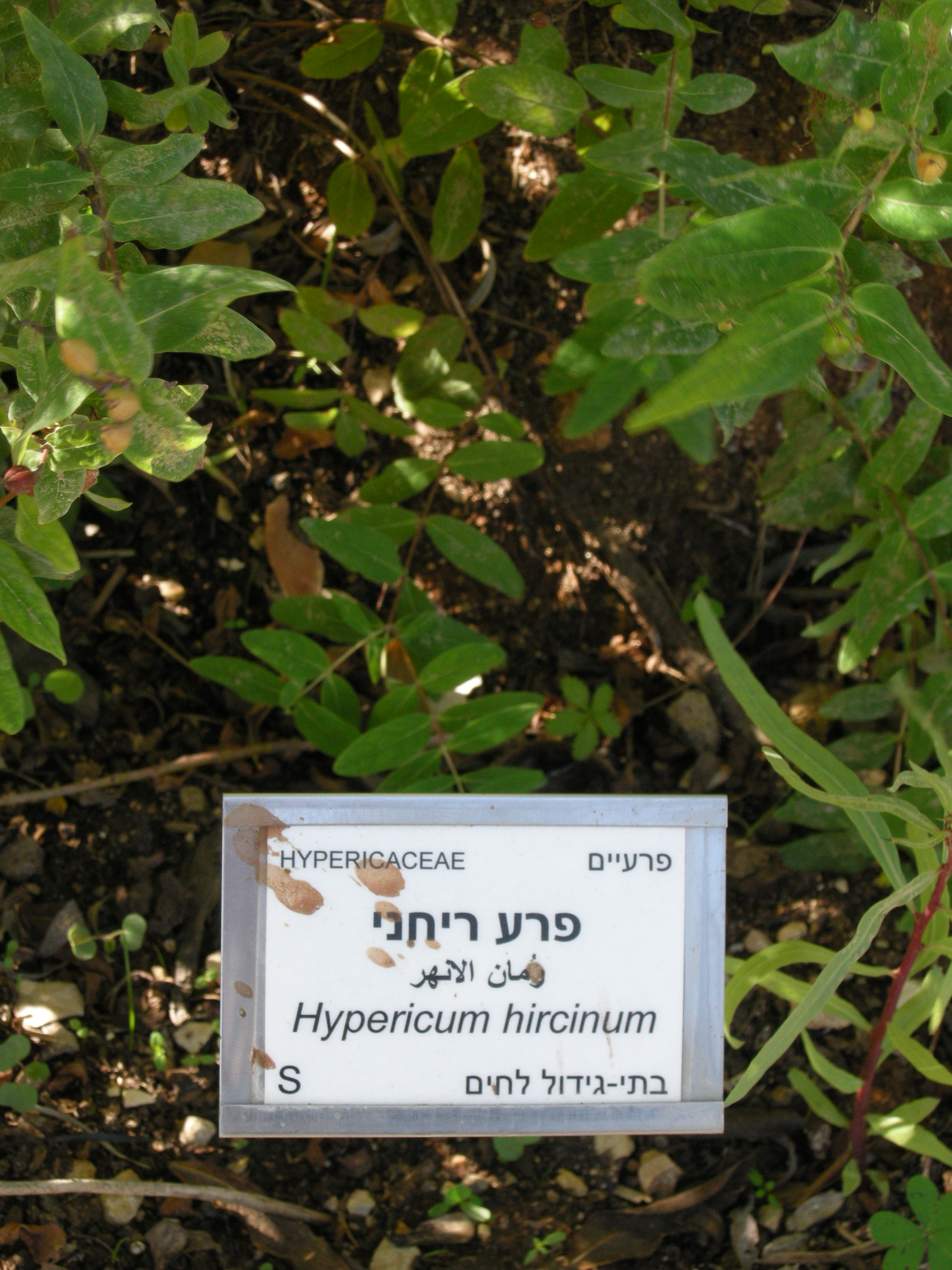
Растение в бот. саду Еврейского Университета, гора Скопус, Иерусалим, Израиль
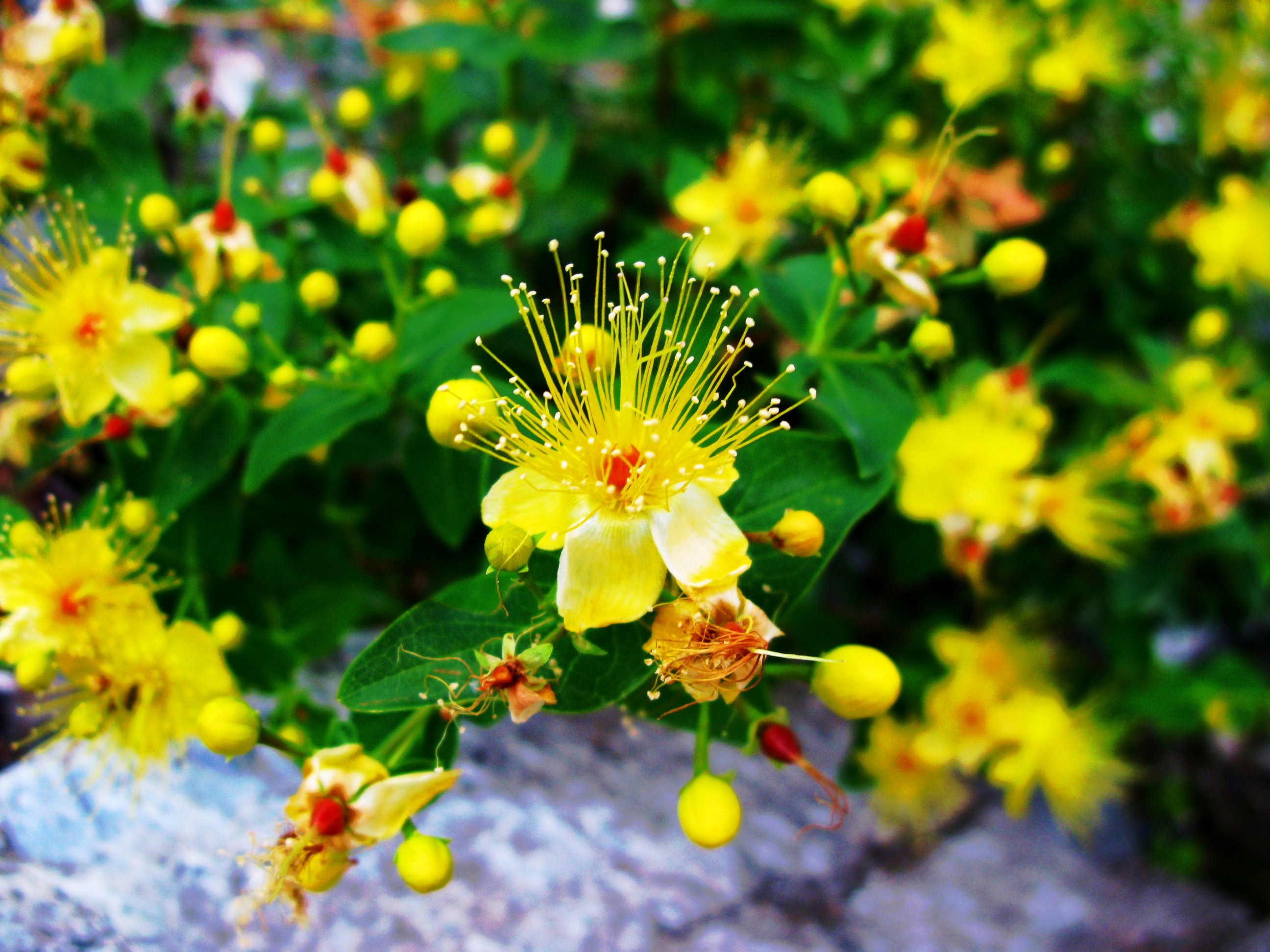
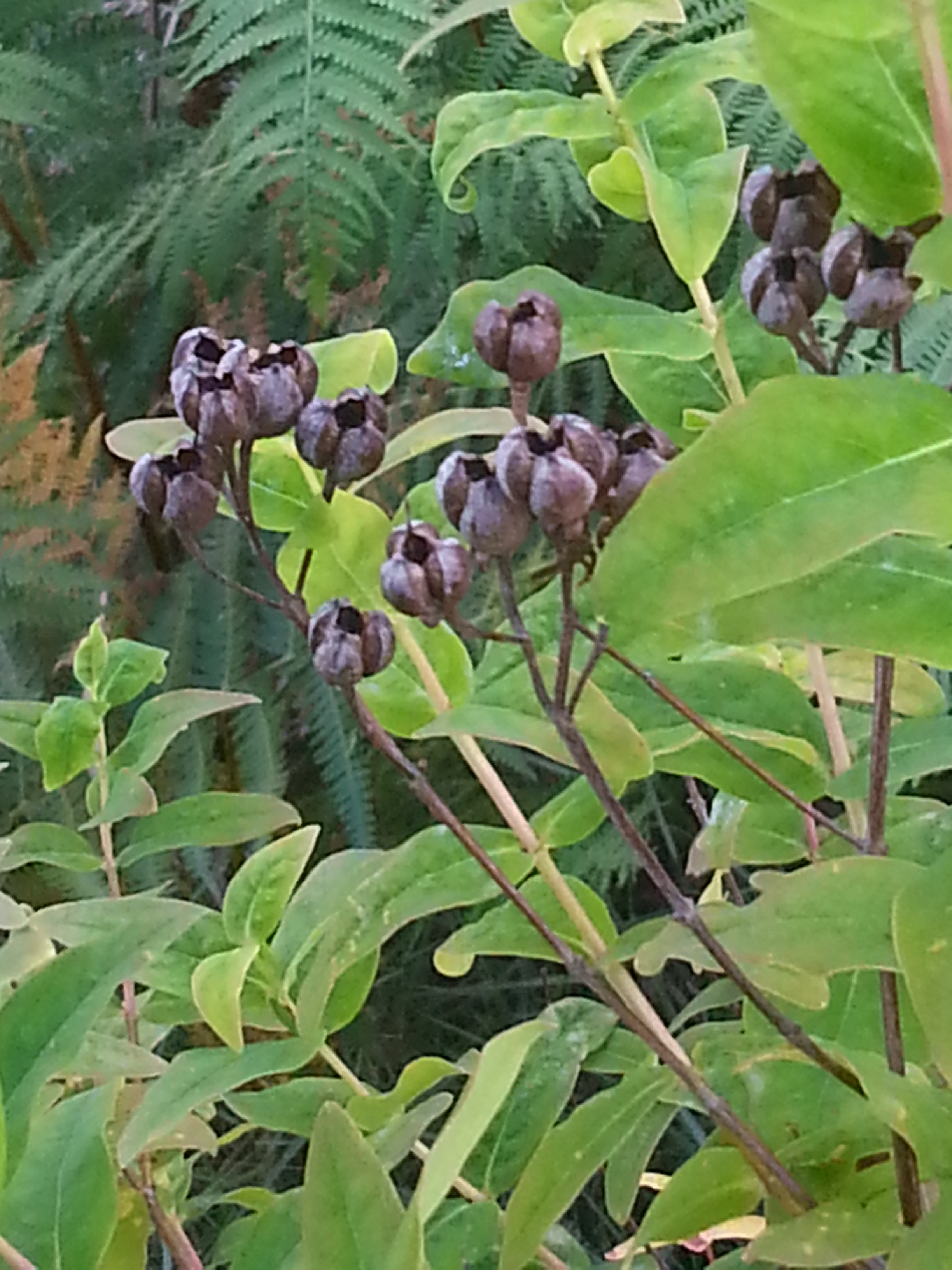